# Châbons
Châbons là một xã thuộc tỉnh Isère, vùng Rhône-Alpes đông nam nước Pháp. Xã này nằm ở khu vực có độ cao từ 386-687 mét trên mực nước biển.
Sông Bourbre tạo thành một phần ranh giới đông nam thị trấn, sau đó chảy theo hướng bắc qua phía đông thị trấn.